# トラクター

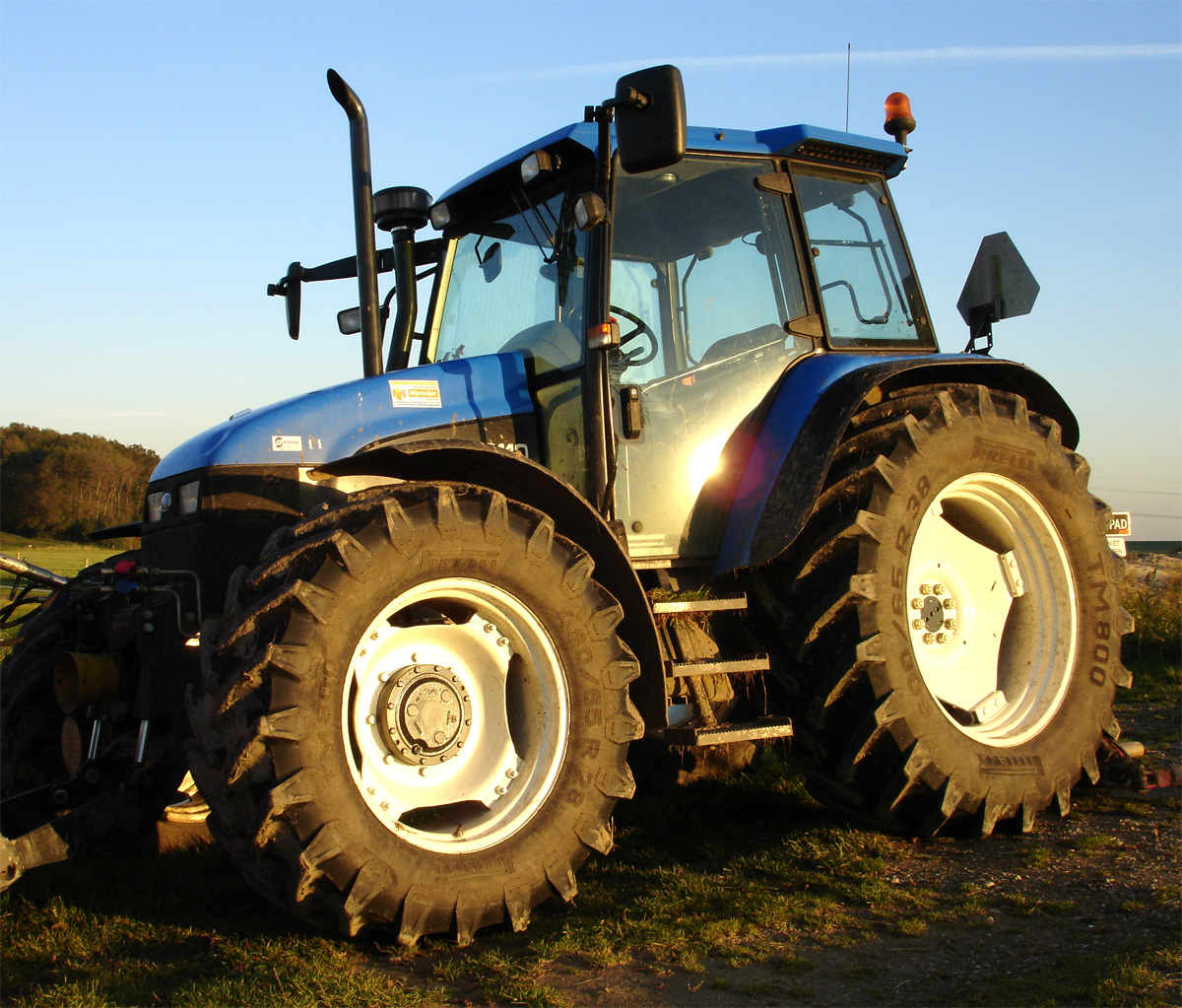
現代の一般的な農業用トラクター

ロードトラクター（road tractor）、単にトラクター（tractor、ラテン語trahere「引く」に由来）とも呼ばれる、は、牽引する（引く、ひっぱる）ための車（車両）。あえて漢字表記する場合は「牽引車（けんいんしゃ）」や「牽引自動車」とも。
トラクターとは牽引するための、原動機（エンジン）付の車両。それ自体に動力が無い車、荷車、農業機械、被牽引車（トレーラー）など様々なものを引く。
トラクターの主な用途としては、農業用、工業用、軍事用、林業用がある。トラクターという言葉は「農業用トラクター」の意味で用いられるのが最も一般的である。農業用トラクターは耕起および各種作業用の農業機械、またはトレーラーを引くために使用される。

## 歴史

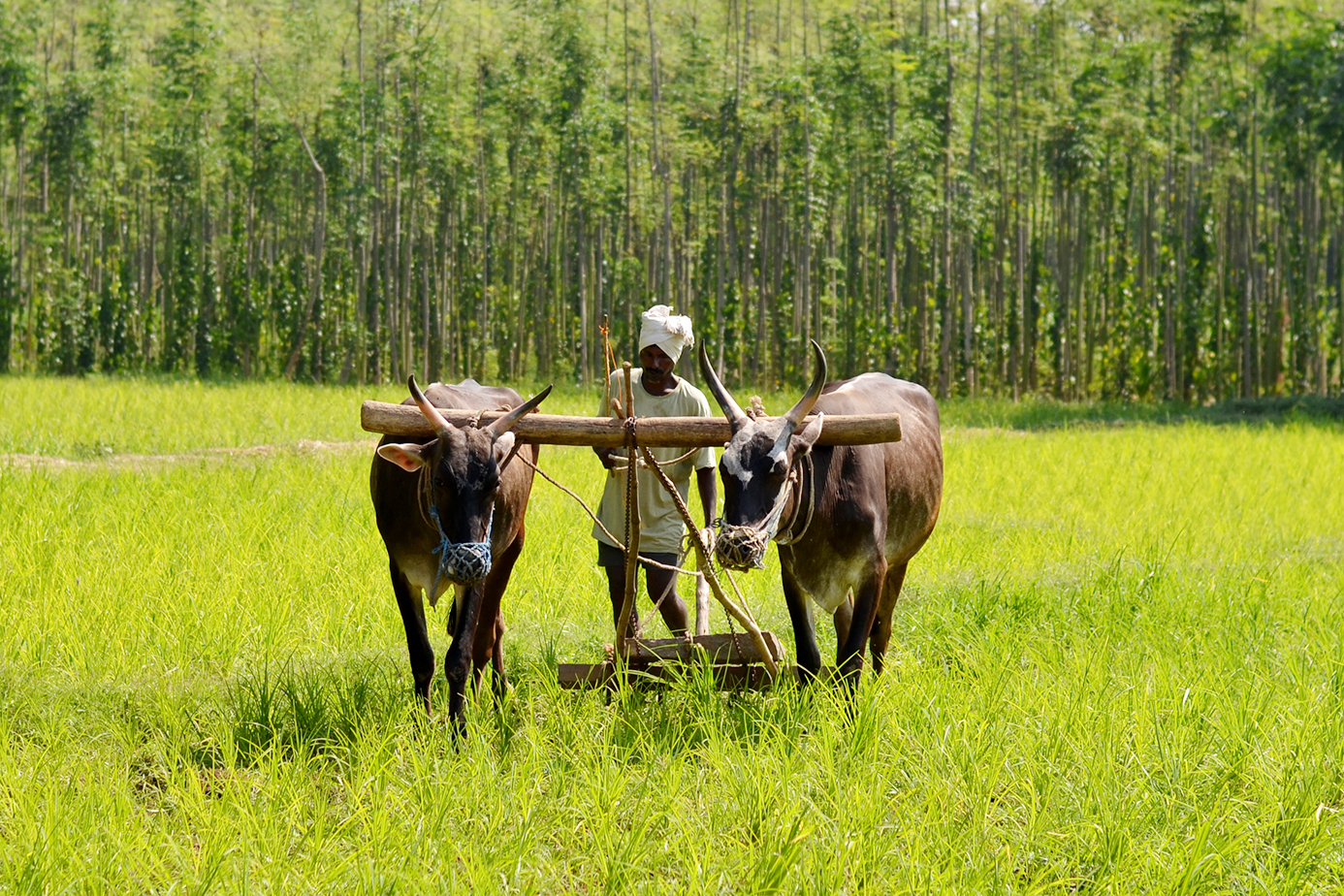
トラクターが登場する以前は、動物が鋤を引いていた

### 農業用トラクターの登場と発展
畜力に代わる農業用の機械動力として欧米では19世紀初頭から据え置き式の蒸気エンジンが一般に販売されていたが、1850年頃までにボイラーが高圧化されていき、可搬式であっても充分な出力を得られるようなものが造られるようになった。

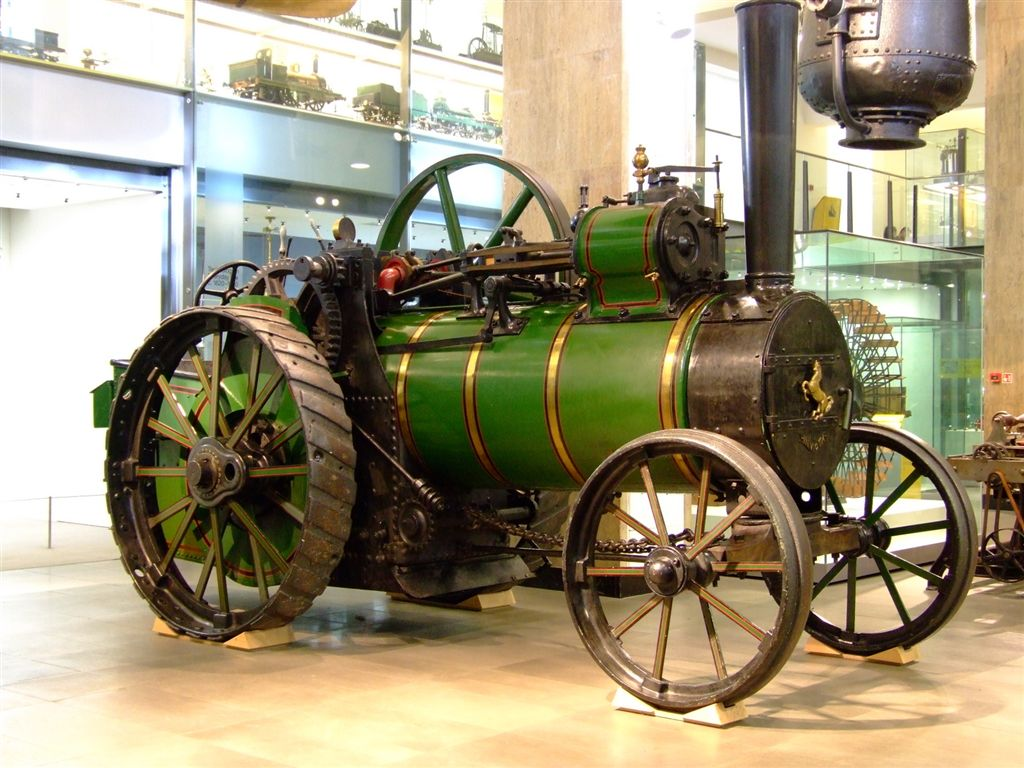
アヴェリングの蒸気式トラクター

1859年にはイギリスのトマス・アヴェリング (Thomas Aveling, 1824-1882) が蒸気式トラクターを開発したが、安全面で大きな問題があり普及するには至らなかった。蒸気機関は水を沸かして蒸気を発生させるまでに時間がかかること、燃料の石炭と水の供給が大変であること、出力に対する重量が大きいこと、また農村では火花が干し草や藁に燃え移る危険性があることなどから、アメリカでは1922年をピークに、農機具は蒸気機関から内燃機関式のものへ移っていくことになる。

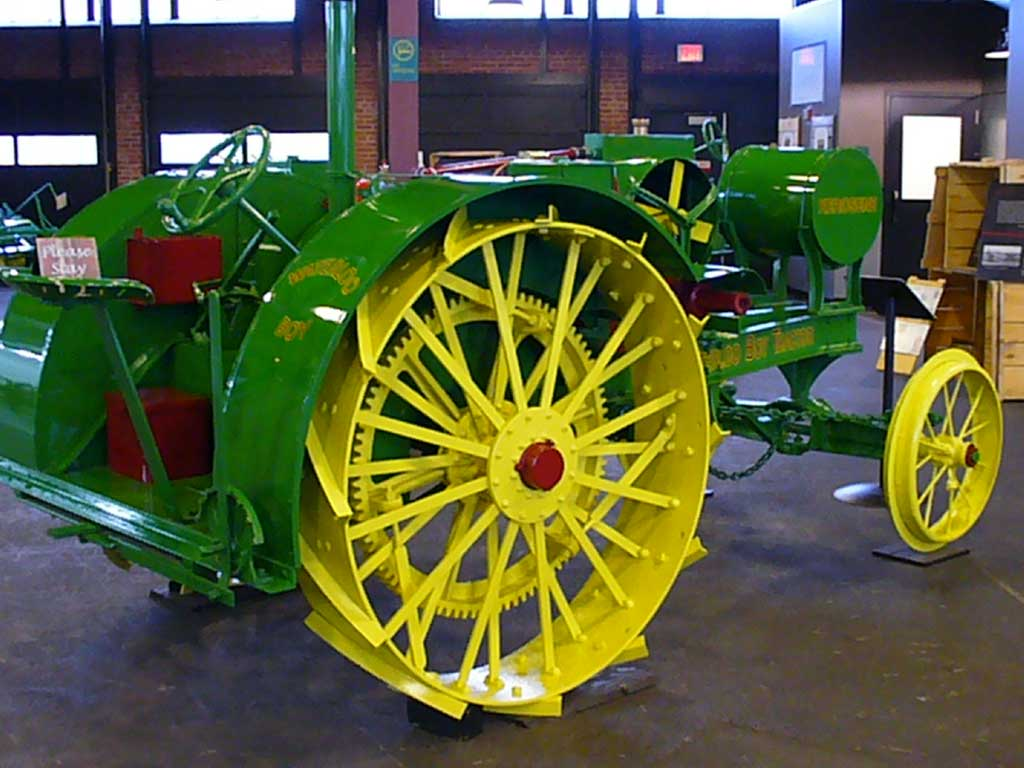
ウォータールー・ガソリン社のトラクター「ウォータールー・ボーイ」

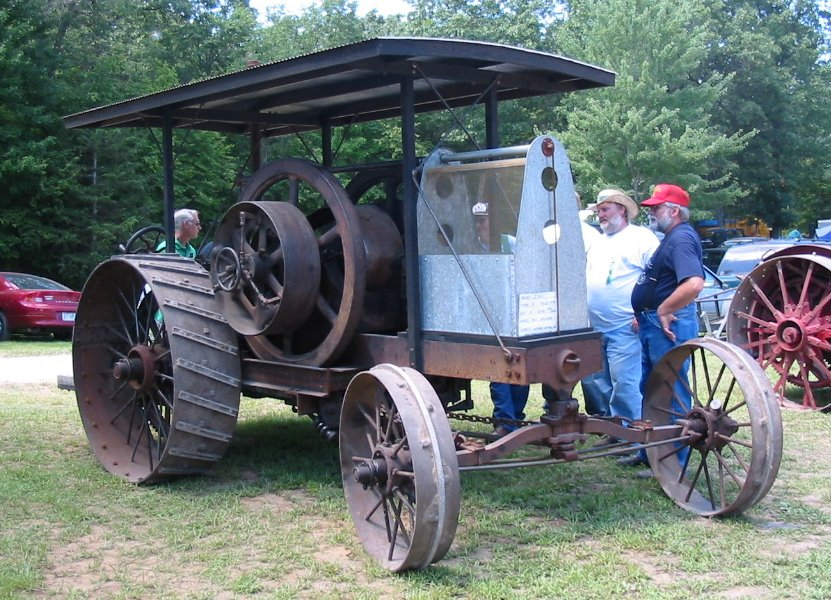
初期の内燃機関式トラクターは、その外見の特徴に蒸気式トラクターとかなりの共通点を持っている。写真は1920年インターナショナル・ハーベスター社製のガソリンエンジン式トラクター。

最初の内燃機関式トラクターは、1892年、アメリカ合衆国のジョン・フローリッチ (John Froelich, 1849-1933) が開発した。このトラクターは16馬力のガソリンエンジンを備え、前進と後退が可能だった。しかしフローリッチのトラクターは全く売れず、内燃機関式トラクターが最初に商業的な成功を収めるのは、フローリッチが去った後の1911年のウォータールー・ガソリンエンジン社によるトラクターの発売を待つことになる。1918年にウォータールー・ガソリン社はディア&カンパニー社に買収され、1902年に誕生したインターナショナル・ハーヴェスター (International Harvester) 社と共にその後のトラクター業界を牽引していくことになる。
イギリスにおいても、1897年にホーンズビー・アークロイド (Hornsby-Ackroyd) がオイル燃焼式トラクターの特許を取得し、売り出した。イギリスで最初に商業的に成功したのは、1902年にダニエル・アルボーン (Daniel Albone) が開発した3輪式イヴェル・トラクターである。また1908年にはサンダーソンズが4輪式トラクターを発売し、一躍アメリカ以外では最大の製造会社になった。

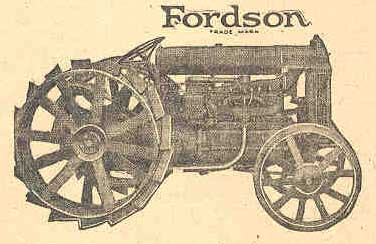
フォードソン・トラクターF型

内燃機関式トラクターの普及はなかなか進まなかったが、1910年代後半になると状況は一変する。流れ作業による大量生産を生かしフォードが1917年に発売したフォードソン・トラクターF型 (Fordson Tractor model F) が、その価格と扱いやすさから爆発的な人気を博した。このフォードソン・トラクターF型は従来のトラクターと異なり、フレームを廃してエンジンのシリンダーブロックに他の機器を取り付けるという、現在のトラクターの構成とほぼ一致した構造をもっている。
フォードソン・トラクターはアメリカ、イギリス、アイルランド、ロシアで生産された。1923年にはアメリカ国内のトラクター市場で77%のシェアを得るに至った。また、他の国のメーカーからも同様のトラクターが多数発売され、その結果、1920年代には内燃機関式のトラクターがトラクターの標準となった。
1922年にはインターナショナル・ハーヴェスター社がPTOを導入、1930年代には空気タイヤ、ディーゼルエンジン、三点リンク（三点ヒッチ）、油圧によるドラフトコントロールの採用と、ほぼ現在のような形となった。
1951年、フェルッチオ・ランボルギーニは軍放出のモーリスから取り出した格安のガソリンエンジンを搭載したトラクターを販売していた。当時イタリアではガソリン価格が上昇していたため、ガソリンはエンジンの始動と暖気のみに使用し、運転時は安価な軽油で動かせるように排気熱で軽油を気化するシステムを開発し自社製品に搭載すると、燃料代が節約できると評判になり大ヒットとなった。これで財を成したフェルッチオはフェラーリを購入するが、自社のトラクターにも使っていたボーグ&ベック製のクラッチ板に10倍の値段が付いていることを知ると、スーパーカーをビジネスチャンスととらえ1963年にランボルギーニを創業した。
1990年代にドイツのフェント社(2021年現在ではアメリカのAGCO社のブランドとなっている)が無段変速機を926 Varioという機種に採用して以降、ジョン・ディア等アメリカのトラクターメーカーでもCVTの利便性が認識され欧米製のトラクターでは急速に広まった。独特の道路事情によりCVTが乗用市販車に広く採用されている日本とは対照的な事例である。
履帯トラクターについては、アメリカのホルト（現・キャタピラー）が1904年に蒸気式のものを、1906年にガソリン式のものを開発している。このホルト社の履帯トラクターは当時としてはきわめて高い不整地踏破能力を持ち、折からの第一次世界大戦では軍によって重量物牽引に用いられ、そして戦車の開発母胎ともなった。　

### 日本における農業用トラクターの歴史

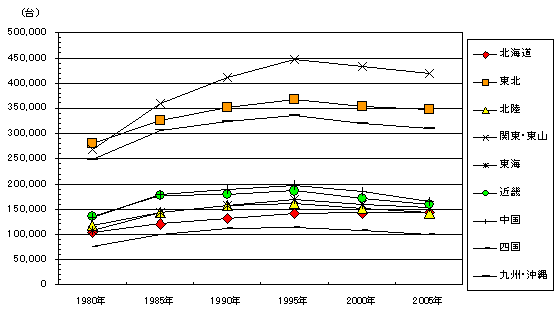
近年の日本国内における農業用トラクター台数の推移

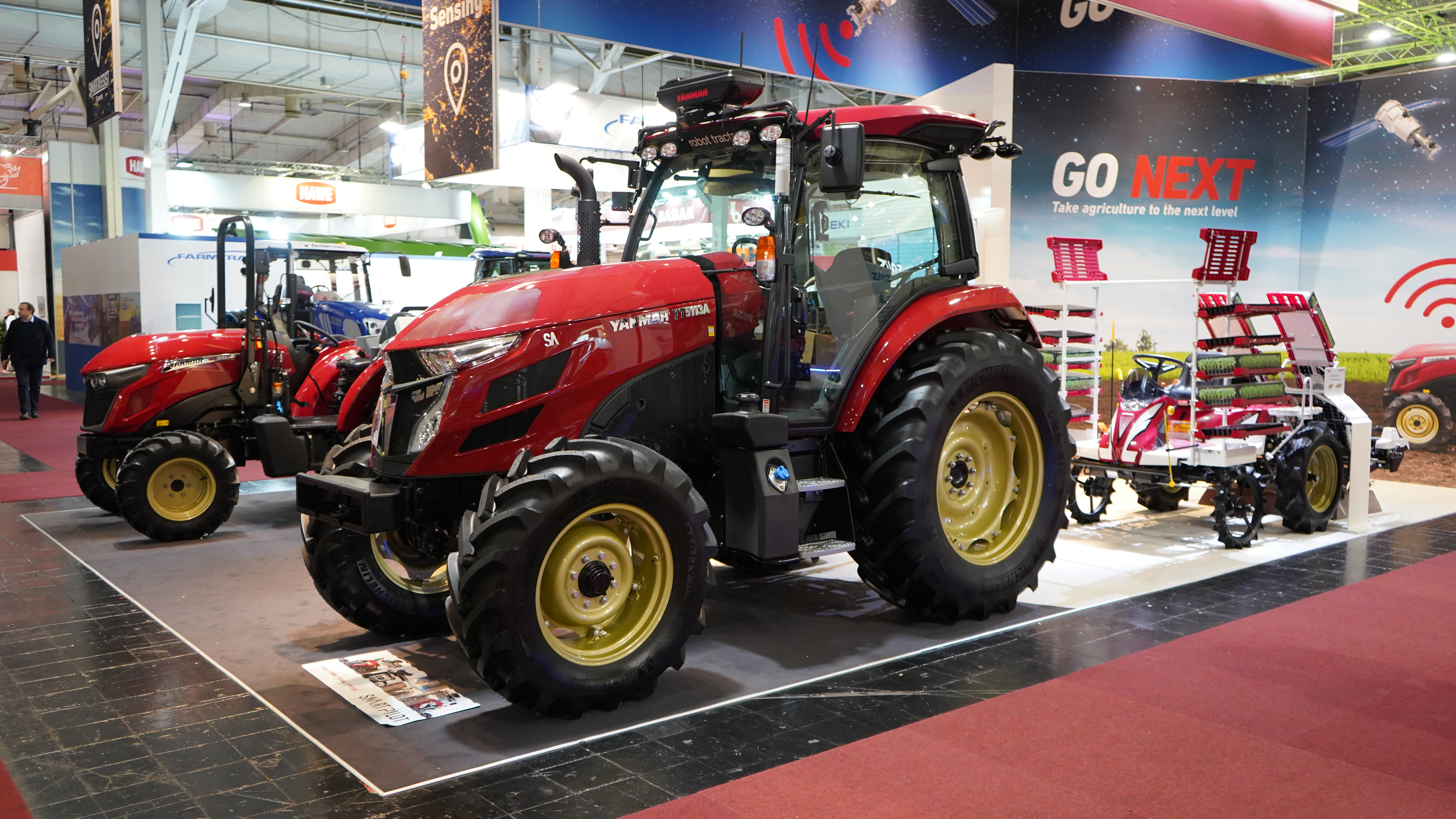
日本のヤンマー製農業用トラクター

日本における農業用トラクターの導入は、1909年（明治42年）に岩手県岩手郡雫石町の小岩井農場が導入した蒸気式トラクターと、1911年（明治44年）に北海道斜里郡斜里町の三井農場に導入されたアメリカ・ホルト製の内燃機関式トラクターが、それぞれの日本初といわれている。しかし、日本における農業機械の歴史は長らく歩行型耕耘機がそのほとんどを占めており、乗用型トラクターは1937年（昭和12年）に山岡発動機工作所（現・ヤンマーホールディングス）が開発・製造した国産初の乗用型トラクターとされる「ヤンマー乗用型トラクター」を除き、第二次世界大戦後まで特殊な農場・牧場で細々と用いられるだけにすぎなかった。
乗用型トラクターは、戦後、急速な歩行型トラクターの普及の後を追う形で普及していった。1950年（昭和25年）、農林省が3台のファーモール製の乗用型トラクターを輸入し、各地の農業試験場で試験を行ったのを皮切りに、1952年（昭和27年）にはフォードソン、ランツ等の乗用型トラクターや、農業用トラクターとしても使用できる農業用ジープが輸入開始されている。
導入初期の輸入乗用型トラクターは10 - 20馬力級の小型が多かったが、1953年（昭和28年）の農業機械化促進法施行にあわせ、次第に大きなものに変わっていった。また、1958年（昭和33年）にはコマツWD50形、翌1959年（昭和34年）にはシバウラS17形、クボタT-15形など国産の乗用型トラクタも現れている。
1960年代以降は乗用型トラクターの普及が進み、1970年代には、当初の歩行型トラクターを利用した部分的機械化体系から、乗用型トラクターを中心とした一貫的機械化体系への進展が見られている。1974年（昭和49年）に337万台というピークを迎えた歩行型トラクターがその後減少に移るのに対し、乗用型トラクタの総数は1961年（昭和36年）の7000台から、その10年後の1971年（昭和46年）には26万7200台、1977年（昭和52年）には83万2200台と大幅な増加を見せている。そして、当初の共同所有から次第に戸別所有へと所有の形態も変化していった。
乗用型トラクターは1990年214万台のピークに達し、2000年には歩行用トラクターは105万台、乗用型トラクター203万台と近年の管理機や家庭菜園用を除いたトラクターとしては乗用型が主流となっている。その後は農業経営体の減少に伴い2015年に139万台と乗用型トラクターも減少傾向にある。

### 近年の動向
かつては、建設機械やスポーツカー同様、機能重視で乗り心地はほとんど重視されず、振動などがダイレクトに体に伝わるものが多かったが、乗り心地の悪さは疲労に直結するため、各社とも乗り心地の改善に力を入れている。
日本国内の動向として、農業基盤整備事業等による圃場の大規模化にあわせ大型化が進行したことがあげられる。100馬力強のトラクターも現在では珍しくなく、特に北海道では、200馬力級のトラクターが一部農家で導入される等、大型化と高出力化に拍車がかかっている。
また、近年の宇宙技術の進展により、GPS装置が農業分野でも用いられ始め、トラクターに強力なオンボードコンピュータが補助装置として組み込まれている場合も多々見られるようになった。
この技術を発展させ、企業規模の大規模農場において無人のトラクターが有人のトラクターと協調して耕作を行うような自動化を実現させるために、現在複数の企業および公的研究機関において研究が進められている。
2018年以降、国土交通省によりトラクターの公道走行に関する規制緩和が行われ、農耕トラクターに農作業機を装着・牽引したままで走行するために必要な条件が見直された。

## 農業用トラクターの構造
ここでは主に、いわゆる乗用型トラクターについて述べる。歩行型トラクターについては耕耘機を参照のこと。

### 一般的な農業用トラクターの基本構造

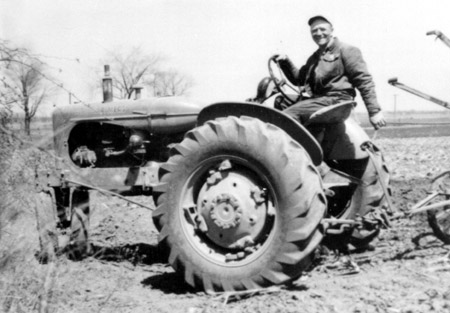
古典的な列収穫トラクターの例。
前輪は1輪のみで非常に細い。
(row crop tractor)

古典的な農業用トラクターは、車両中央の運転席の下、わずかに後ろにある軸に二つの非常に大きな駆動輪を備え、運転席の前にエンジンが配置されており、エンジンルーム（ボンネット）の下に二つの操舵輪を備えた、単純な屋根無しの乗り物である。
現在使用されている農業用トラクターの大部分は、空気入りタイヤを装着したホイールトラクターと呼ばれるタイプのものである。ホイールトラクターには後輪駆動のものと、全ての車輪を駆動させる四輪駆動のものがある。四輪駆動機には四輪同径のものがある。
また、接地圧を低くして重牽引作業時や不整地走行時の性能を高めるために無限軌道を装備した履帯トラクター（クローラートラクター）、折衷的にホイールトラクターの後輪のみを無限軌道に置き換えた半履帯トラクター（セミクローラートラクター）と呼ばれるタイプのトラクターもある。
現在の農業用トラクターは、使用する作業や経営規模（耕作面積）に応じて、約10 - 500馬力のものが世界では一般的に用いられている。
最高速は、日本では35 km/h程度までのものが一般的であるが、国内メーカーではクボタM7の大特仕様で50 km/hまで出るものがあり、海外メーカーでは、JCB Fastracのように、80 km/h以上で走行できるものもある。日本の道路運送車両法では、農耕用小型特殊自動車に属する場合は時速35 km/hが公道での最高速度と定められている。
トラクターで行なわれるほとんどの作業にはヒトの歩みほどの低速度が要求される。しかし、公道上を移動する場合はある程度の速度が必要となるため副変速機を装備しているものが多い。それでもなお一般的な自動車より最高速度が低いため、公道上ではしばしば後方に長い車列や渋滞を引き起こすことがある。そのため、ヨーロッパ各国では、路上で「農業用トラクター通行禁止」を意味する道路標識を設置している（ヨーロッパの道路標識#規制標識を参照）。
日本では道路運送車両法の運用見直しにより2019年（令和元年）10月から、作業機を付けたままの農業用トラクターが、条件を満たせば公道を走行できるようになった

### ROPS
また、現在のトラクターは、転倒や転落の際に運転者を保護する横転保護構造(頭文字からロプスとも)と呼ばれる安全フレームを備えているものがほとんどである。これは、不整地での作業が多いトラクターにおいては特に重要な装備である。
現在、日本国内で新車で発売されているトラクターには全て、農業機械安全装備基準に基づき、運転席の左右から立ち上がったフレームが備え付けられている。キャブを備えたトラクターについては、キャブのフレームの一部が安全フレームとなる。
安全フレームが備えられる以前は、トラクターが転倒や転落した場合、多くの農作業者が下敷きになり、犠牲となった。特に、古典的な列収穫トラクターは、狭い間隔で配置された小径の二つの前車輪を備えた「三輪車」設計のために、転倒しやすく非常に危険だった。多くの農作業者が、傾斜地での操作の際、転倒・転落によって死傷している。
安全フレームの義務付けを1960年代に最初に行ったのはニュージーランドで、現在ではほとんどのトラクターに標準装備されるようになった。

### 農業用トラクターのペダル構成
床には、通常4つのペダルがある。
一番左側のペダルはクラッチである。ギアチェンジもしくは停止の際にはクラッチペダルを踏み、トランスミッションを中立に解放する。
右側のペダルのうちの二つはブレーキである。左のブレーキペダルは左後方の車輪を止め、右のブレーキペダルは右後方の車輪を止める。操舵時にこの独立した左右ブレーキを使用することにより、最小回転半径が大幅に減少し、折り返しの際の無駄な動きを不要とする。しかし、一般道の走行時など速度が高いときに使用すると、文字通りの片効きとなって急に向きが変わり危険であるため、作業以外の走行時は左右のペダルを連結して使用する。分離したブレーキペダルは、泥か柔軟なダート（soft dirt）の中でトラクションの損失により空転するタイヤを制御するためにも使用され、デフロックやトラクションコントロールの代用ともなる。作業時にトラクターを停止させるためには、両方のペダルをともに踏む。
差動装置（デファレンシャル）の働きによって通常は片方の車輪にしか駆動力が伝達されないが、深い泥濘地からの脱出や急坂を移動するためスリップしては危険なとき、あるいはプラウ作業などで直進性が保てないときには、両方の車軸を機械的に直結する「デフロック機構」があり、ペダルやレバーにより作動させ安定した走行が出来るが、通常の走行時に作動するとハンドルを操作しても方向が変わらず危険であるため、誤操作を防ぐ目的で、通常の運転姿勢では操作しにくい場所に配置されていることが多い。
最も右側はアクセルペダル（スロットル）であるが、ペダルによるスロットル操作でのトラクターの速度調節は、自動車と同様に簡単である（イギリスでは道路を走行する場合、スピードをコントロールするためにフット・ペダルを使用することが義務付けられている）。古い機種ではペダルが装備されていないものもあり、後年の改造で取り付ける例がみられる。なお、圃場での作業時、スロットルはステアリングホイール付近に装備された、手で扱うハンドスロットルレバーから操作することを基本とし、ペダル操作は補助的に用いることが多い。揺れる車上でのペダル操作では長時間のエンジン回転数の維持（定速運転）が困難なためである。ハンドスロットルレバーは強めのフリクションで動きがやや重くされており、動揺時でもエンジンの回転数を一定に保てるようになっている。これは作業機を適正な速度で使用するために重要な機構であり、運転席を離れ、トラクターを定置した状態での作業にも必要である。

### PTO（パワー・テイク・オフ）

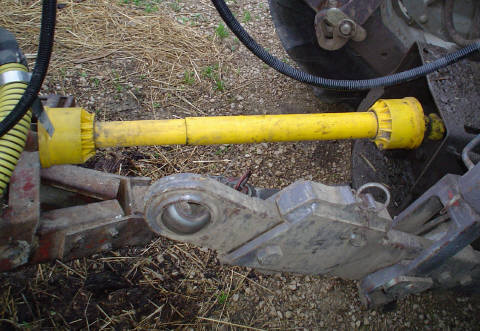
トラクターに接続されたPTOシャフト
（黄色の部分）

トラクターはベーラー（baler）あるいはモーア（mower）のような作業機（アタッチメント）にエンジンの動力を転送するPTOと呼ばれる機構を持っている。日本においては、農業の中心は稲作であるため、ロータリーと呼ばれる回転軸に、耕運用の爪を多数備え付けた物が主流である。ロータリーの利点として、耕運後の土の状態が平らになり、代掻きなどの作業が行いやすいという点が上げられる。また、日本においては畑作でもロータリーが広く使われており、世界でも珍しい状態となっている。
PTOには、シャフトやベルトで伝達する機械式と、油圧ポンプと耐圧ホースを用いる油圧式がある。
初期のトラクターは、プーリーとベルトを使用し、固定機器に動力を供給するのみであったが、すぐに、走行中に自車及びトレーラーや作業機に動力を供給できるように改良された。
さらに、大型トラクターでは、PTO発電機により、電力を供給できる物もある。

### 牽引装置
ドローバーや三点ヒッチによって、作業機をトラクターの後部へ装着することができる。
三点ヒッチに付けられた機器は通常、トラクターに完全に支えられるような形になり、運転席の操作ハンドルによって油圧で上下させることが可能である。
日本では、コンピュータとセンサーにより、本体の姿勢とは独立して作業機を水平に保持できる機構（自動水平）や、ロータリーによる耕耘の深さを一定にする機構（自動深耕）を備えたトラクターが一般的になっている。

## 土木工事用トラクター

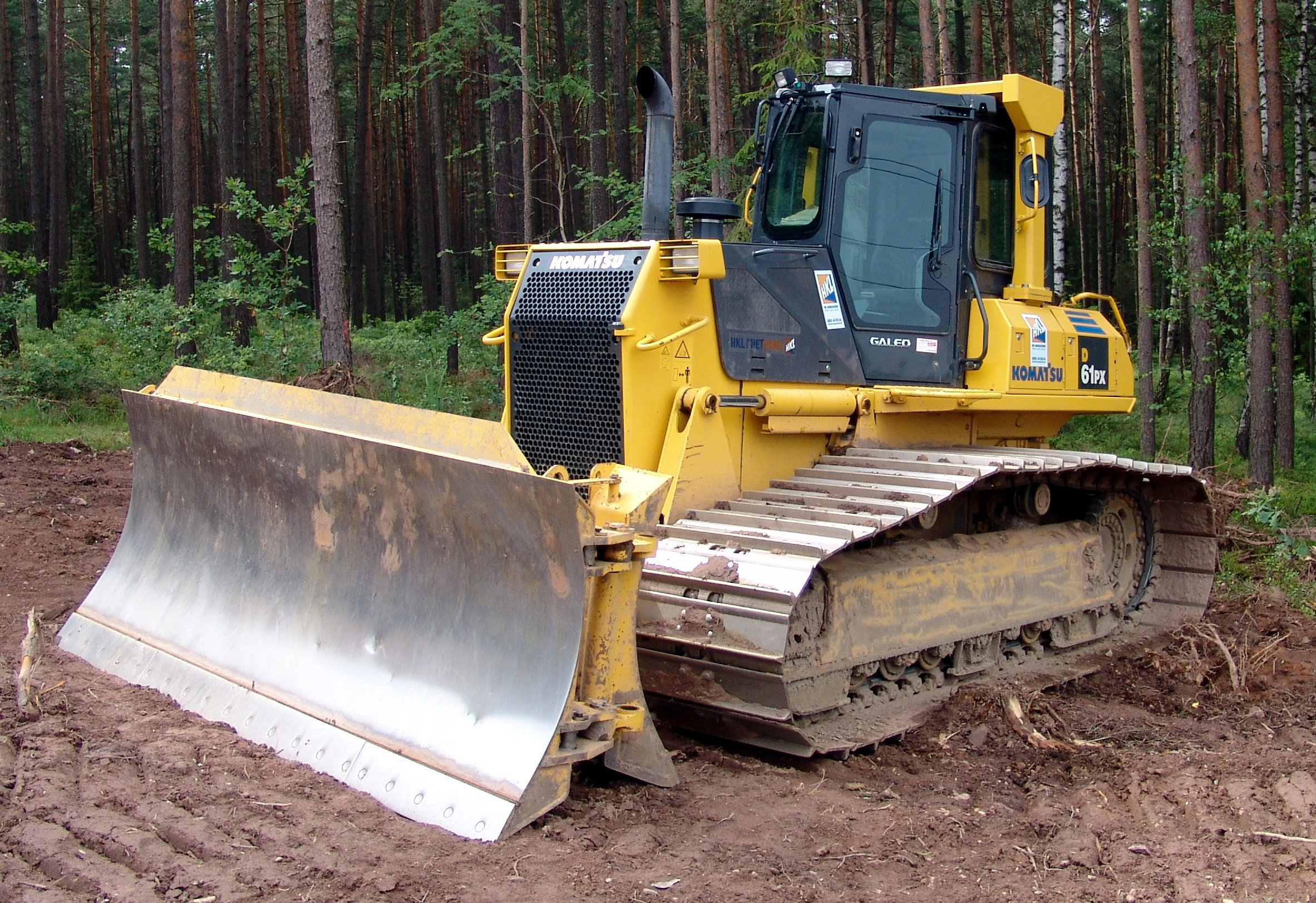
ブルドーザー

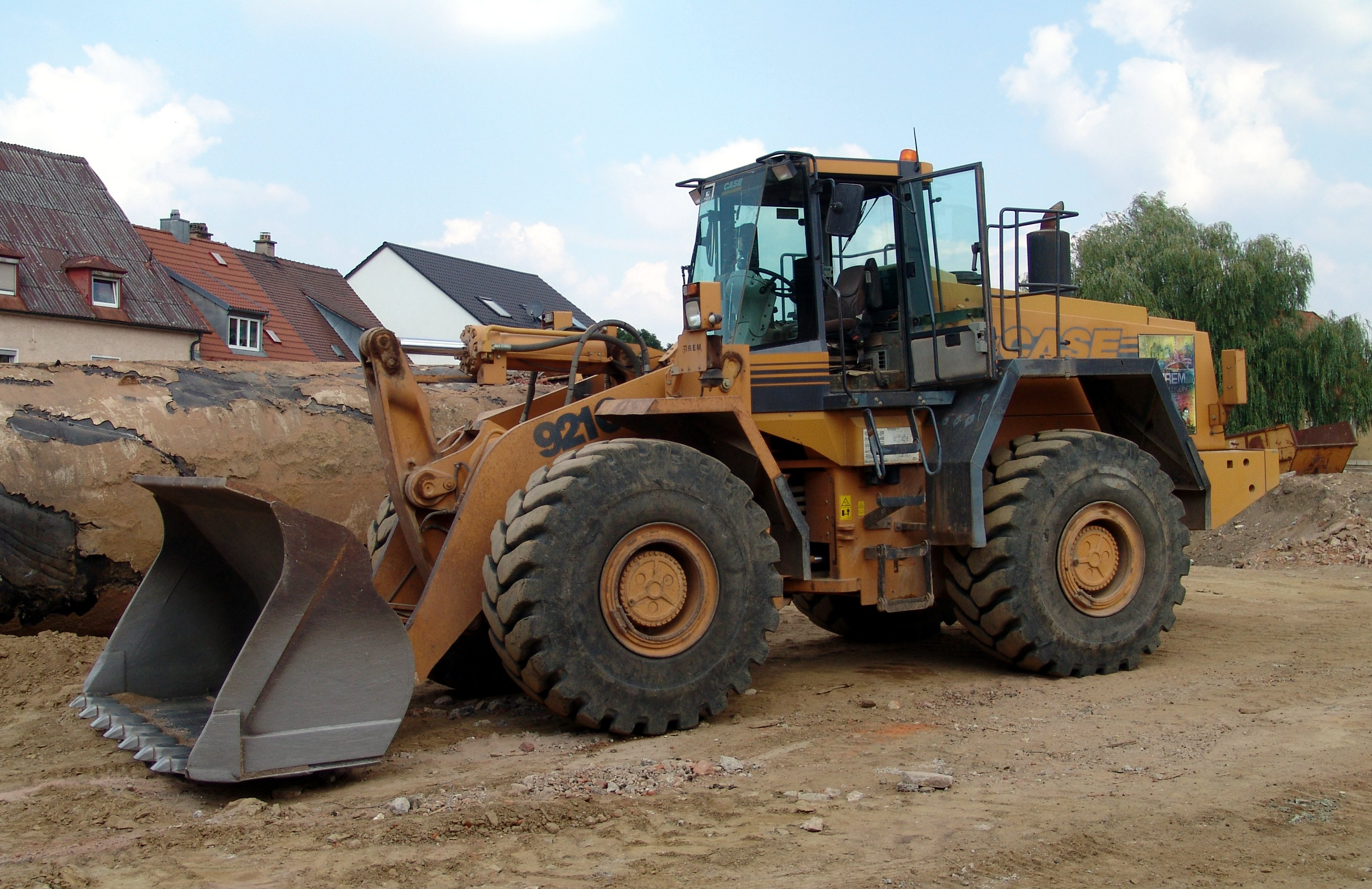
ホイールローダー

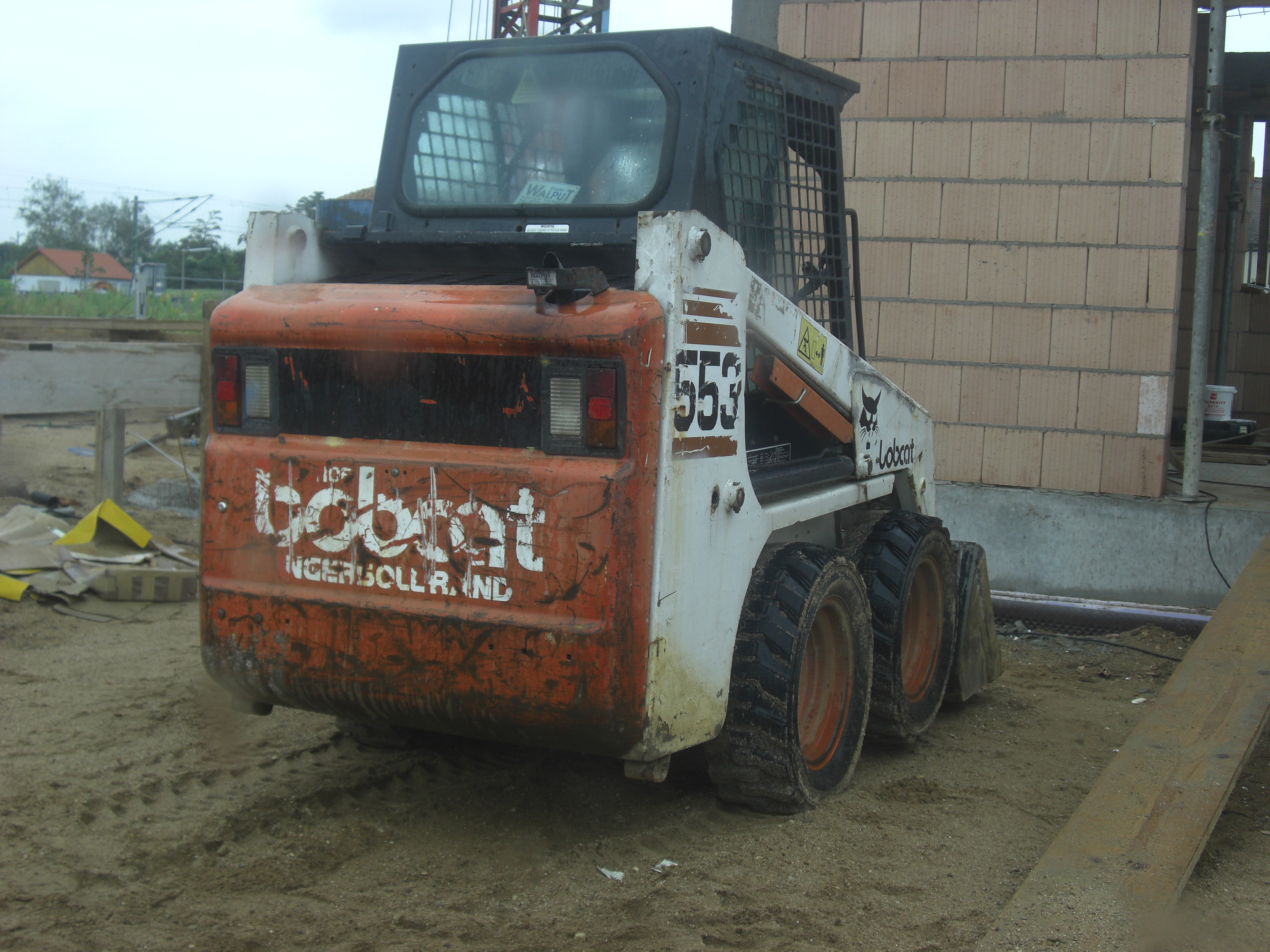
スキッドステアローダー(ボブキャット)

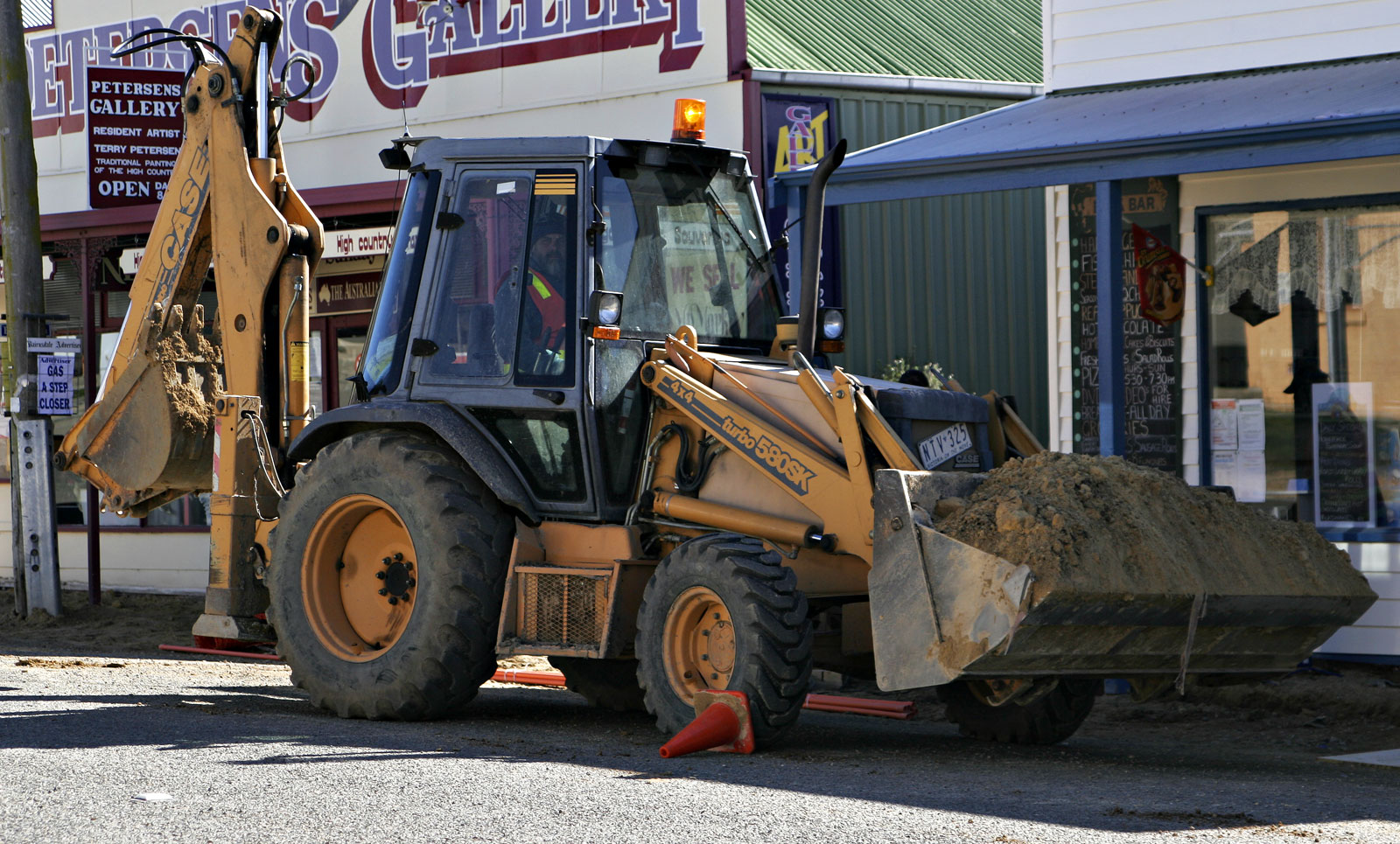
一般的なバックホーローダー
バケット/ブレードを前側（写真向かって右側）に、バックホーを後ろ側に装備している。

農業用トラクターにドーザーブレード（排土板）、ショベル/バケット、バックホウ、リッパーなどのアタッチメントを取り付ける形から、一部の建設機械は発展した。
ブルドーザーは、前部にブレード、後部にウインチ、リッパー等が取り付けられた履帯トラクターである。
ブルドーザーは時間の流れとともに、本来の地ならしから多くの作業をこなすことができるように改良が加えられていった。
一例として、土砂や岩などをすくい上げてトラックに積み込むことができるよう、ドーザーブレードを取り外して大容積のショベル（バケット）および油圧アームに置き換えたローダートラクターがある。
土木工事用トラクターのなかで、足回りにタイヤを用いているものをホイール型トラクタといい、ホイールローダー、ホイールドーザー、バックホウローダーなどがある。ホイールローダーは通常、ショベル/バケットと呼ばれる土砂や岩を持ち上げるための容器のついた油圧駆動の腕を有する。それ以外のアタッチメントとして、パレットフォークやグラップルがある。
ホイールローダーの大半はアーティキュレート構造と呼ばれる、中折れ式の構造で作られており、車体の中間部分を油圧で折り曲げることで操舵をする。
建設機械に対する要求として、より狭く、限られた範囲で作業可能にすることが挙げられる。
公式にはスキッドステアローダーと呼ばれ、もともとの製造者にちなんでボブキャット (Bobcat) と呼ばれる小さな車輪の付いたローダーがある。これはトラクタータイプの建設機械の中では最も小さいクラスであり、小規模な土木工事や畜産分野などで使用されている。
スキッドステアローターの特徴は、操舵機構を持っていない事で、履帯車両と同様、左右の車輪の回転数や回転方向を変えることで滑りながら車体の向きを変える（スキッドによってステアする）。よって、信地旋回や超信地旋回も可能である。

### バックホーローダー
土木工事用トラクターのバリエーションとして、バックホーローダーがある。
その名のとおり、車体前部にローダーが、後部にホー（鍬）が取り付けられている。
ローダーとバックホーが永久に取り付けられる場合には、トラクターと呼ばれることはほとんどなく、一般的に牽引や動力供給を行うこともない。
バックホーが取り付けられる場合、通常、掘削作業の便を図り、運転席の座席を回転させ、後向きで固定できるようになっているが、取り外しが可能なバックホーアタッチメントを装備する場合、アタッチメント上に本来の運転席とは別にバックホーの操作にのみ使われるもう一つの座席を持っている場合も多い。
バックホーローダーは欧米では非常に一般的で、建設、小規模な解体、建築資材の運搬、建築機械への動力供給、掘削、アスファルトや舗装道路の解体など、様々な作業に使用されている。
バックホーローダーに装着されるショベル/バケットのなかには、より速く効率的に積載物を空にすることができるように、底が開閉式になっているものがある。底が開閉式のものは、土砂をならしたり削り取ったりすることにも使用される。このため、マルチパーパス (多目的) ショベルなどと呼ばれる。ショベル/バケットを他のアタッチメントと交換できるようになっている場合も多い。
他の建設機械と比べ、比較的小柄で小回りも効くため、欧米の都市開発の現場においては非常に多く目にすることができる。

## メーカー

### 日本
- ヤンマーアグリ（ヤンマーホールディングス。以下ヤンマー）

旧・ヤンマー農機。日本の農業用トラクターの大手メーカーとしては先述の通り、1937年に製造・販売を開始した最古のメーカーであり、後述する井関農機やクボタ同様、独自の新技術を積極的に投入する事も決して少なくない。なお、ヤンマーは1972年に米国 ジョンディアと業務提携を結んでおり輸入元でもある。
- 井関農機（ヰセキ）

当初はポルシェからの技術提携を受けていたが、1960年代後半以降より自社開発に切り替わった。ただし、100馬力以上のBIG-Tシリーズに関してはアグコ社（マッセイ・ファーガソン部門）に本体生産を委託している。
- クボタアグリサービス（以下クボタ）

日本の農業用トラクターメーカーとしては業界最大手でなおかつ、最も高い製造実績と販売実績を誇る。海外では、日本の農業用トラクターメーカーとしては、唯一独自の販売網を構築し、世界各国で高い評価を受けている。
- 三菱マヒンドラ農機

経営に行き詰まった「サトートラクター」として親しまれていた佐藤造機と三菱機器販売が合併し、三菱農機となる。現在は三菱重工業とマヒンドラ&マヒンドラとの合弁。同社はかつて鈴江農機（スズエ）や大島農機にもトラクターをOEM供給していた模様。
- IHIアグリテック（IHIグループ）

旧社名、IHIシバウラ ← 石川島芝浦機械。現在は主にヤンマーからの製造委託を受けている。2017年10月にIHIスター（旧・スター農機）と合併し、現在の社名となった。存続会社は，IHIシバウラである。
- 日立建機ティエラ

日立建機が「日の本トラクター」で知られる東洋社の経営権を継承し、設立。2009年6月30日をもって農機事業から撤退した。「日の本」時代を除き、同社から発売されていたトラクターは全てクボタからのOEMだった（ただし、クボタと異なりセミクローラートラクター〈ちなみにクボタでは「パワクロ」と命名されている〉は最後まで未設定）。
- エム・エス・ケー農業機械

マッセイ・ファーガソン、フェントのトラクター、クラースのコンバイン輸入販売。井関農機からOEMで小型トラクター供給を受けている。

### 海外
- ニューホランドAg（CNHグローバルグループ）
- ディア・アンド・カンパニー（ジョンディア）
- ケースIH
- SDFグループ
  - ランボルギーニ

乗用車とトラクターの製造は別会社だが、車体には同社のスーパーカーと同じ牛のエンブレムが取り付けられている。なお乗用車とは異なりさほど高価ではない。
SDFグループの1ブランドとして販売され、日本ではランボルギーニを含む高級車を輸入するコーンズエージーが代理店。
  - ドイツファール

トラクター・収穫機械・エンジン・農業機械の製造開発を行なうSDFグループが製造開発するトラクター。デザインは同社とイタルデザインで共同設計されている。日本の輸入代理店はコーンズエージー。